# Cena Karla Čapka (cena fandomu)

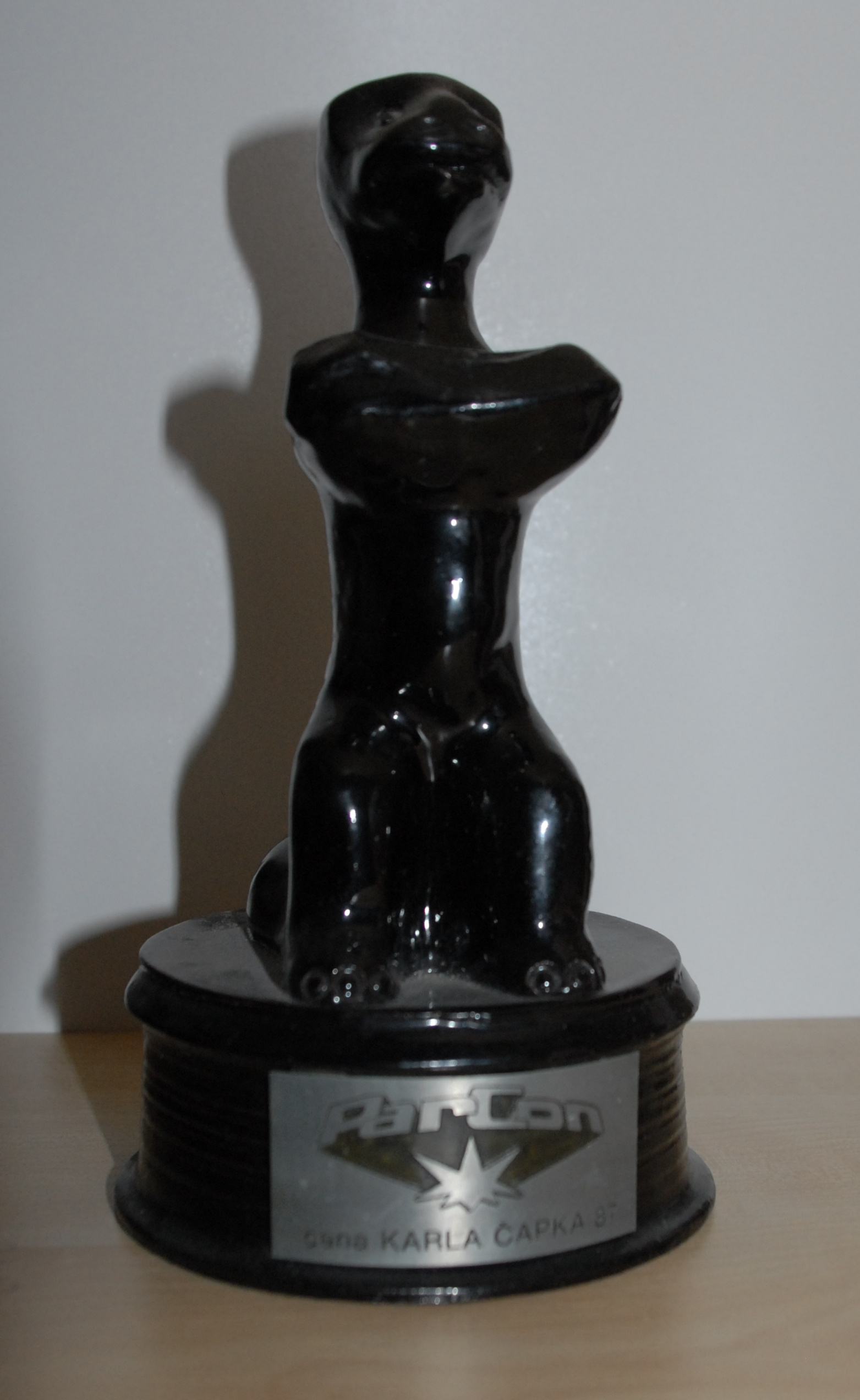
Cena Karla Čapka – mlok

Cena Karla Čapka (populárně zkracováno CKČ) je výroční česká a slovenská literární soutěž science fiction a fantasy organizovaná od roku 1982 složkami Československého fandomu. Prvním vyhlašovatelem byl v dubnu 1982 na prvním celostátním setkání fanoušků SF klub Salamandr z Pardubic s pomocí Pardubického kulturního střediska.

## Historie
Cena je udílena na celostátních setkáních příznivců SF a Fantasy Parconech (tak se celostátní srazy pojmenovaly od roku 1982) a od roku 1983 má podobu černého Mloka (podle Čapkovy Války s mloky). O udělení ceny rozhoduje soutěžní porota složená ze spisovatelů žánru, vydavatelů a překladatelů. Cena byla určena pro nejlepší z povídek přihlášených do soutěže. Od roku 1989 byla zavedena i kategorie krátká povídka, od roku 1990 kategorie román a novela. Mloka poté získával zpravidla pouze jeden z vítězů kategorií, kromě roku 1995, kdy nebyl udělen, a let 1996–1998, kdy jich bylo uděleno více. Od roku 2006 byla zavedena čtvrtá kategorie – mikropovídka. Dále je udělována cena Pulec, kterou získávají vítězové jednotlivých kategorií, pokud nezískají cenu Mlok. Vítězné práce jsou od roku 1996 vydávány v tištěné podobě ve sbírce nazvané MLOK s podtitulem Cena Karla Čapka a uvedením příslušného roku.

## Počty zúčastněných
- rok 1982 – 127 autorů, 204 povídek
- rok 1983 – 228 autorů, 437 povídek
- rok 1984 – 170 autorů, 293 povídek
- rok 1985 – 188 autorů, 406 povídek
- rok 1986 – 254 autorů, 408 povídek
- rok 1987 – 166 autorů, 296 povídek
- rok 1988 – 229 autorů, 340 povídek
- rok 1989 – 325 autorů, 463 povídek
- rok 1990 – 175 autorů, 303 povídek
- rok 1991 – 164 autorů, 236 povídek
- rok 1992 – 160 autorů, 241 povídek
- rok 1993 – 84 autorů, 125 povídek
- rok 1994 – 81 autorů, 118 povídek
- rok 1995 – 68 autorů, 107 povídek
- rok 1996 – 55 autorů, 81 povídek
- rok 1997 – 84 autorů, 132 povídek
- rok 1998 – 58 autorů, 81 povídek
- rok 1999 – 83 autorů, 126 povídek
- rok 2000 – 74 autorů, 98 povídek
- rok 2001 – 89 autorů, 120 povídek
- rok 2002 – 85 autorů, 117 povídek
- rok 2003 – 99 autorů, 138 povídek
- rok 2004 – 99 autorů, 156 povídek
- rok 2005 – 122 autorů, 181 povídek
- rok 2006 – 116 autorů, 188 povídek
- rok 2007 – 91 autorů, 142 povídek
- rok 2008 – 99 autorů, 145 povídek
- rok 2009 – 106 autorů, 160 povídek
- rok 2010 – 118 autorů, 189 povídek
- rok 2011 – 102 autorů, 152 povídek
- rok 2012 – 88 autorů, 136 povídek
- rok 2013 – 96 autorů, 157 povídek
- rok 2014 – 110 autorů, 164 povídek
- rok 2015 – 100 autorů, 127 povídek
- rok 2016 – 95 autorů, 125 povídek
- rok 2017 – 111 autorů, 145 povídek
- rok 2018 – 91 autorů, 117 povídek
- rok 2019 – 96 autorů, 131 povídek
- rok 2020 – 71 autorů, 98 povídek
- rok 2021 – 78 autorů, 104 povídek

## Nositelé Mloka

### 1982–1990
- 1982 Ladislav Kubic – Návrat do starých časů / Když jsou hosté v domě
- 1983 Ivan Kmínek – Syntamor zasahuje
- 1984 Ivan Kmínek – Druhý vstup do téže řeky
- 1985 František Novotný – Legenda o Madoně z vrakoviště
- 1986 Josef Pecinovský – Její veličenstvo
- 1987 Josef Pecinovský – Nos to závaží
- 1988 Eva Hauserová – U nás v Agónii
- 1989 Jan Hlavička – Hlavou proti vzduchu (povídka)
- 1990 Vilma Kadlečková – Na pomezí Eternaalu (román a novela)

### 1991–2000
- 1991 František Novotný – Ramax (román a novela)
- 1992 Jan Poláček – Pán sítí (povídka)
- 1993 Vilma Kadlečková – Stavitelé věží (román a novela)
- 1994 Jan Oščádal – Bratři
- 1995 cena Mlok nebyla udělena žádnému vítězi kategorie
- 1996 Štěpán Kopřiva – Dutý plamen (povídka) a Jaroslav Mostecký – Plachty z rudé perleti (krátká povídka)
- 1997 Jaroslav Mostecký – Jsem jen veš, odpustkáři (povídka)
- 1998 Jana Rečková – Na střepech skořápky světa křepčím (román a novela) a Pavel Obluk – Probabel (povídka)
- 1999 Vladimír Šlechta – Conquista (povídka)
- 2000 Martin Koutný – Alexandrijská knihovna (povídka)

### 2001–2010
- 2001 Petr Heteša – Jaina (povídka)
- 2002 Karolina Francová – Život je rafinované peklo (román)
- 2003 Alexandra Pavelková – Kúsok tieňa (povídka)
- 2004 Jana Rečková – Myší balada (povídka)
- 2005 Jana Jůzlová – Obojek (povídka)
- 2006 Edita Dufková – Džungle zlého kontinua (povídka)
- 2007 Anna Šochová – A Bůh to vidí (povídka)
- 2008 Martin Koutný – Žena v zimní zahradě (povídka)
- 2009 Jana Rečková – Nebylo ráno (povídka)
- 2010 Miroslava Dvořáková – Kazisvět (novela)

### 2011–2020
- 2011 Martin Gilar – Zamrzlý vesmír (román)
- 2012 Jana Vaňková – Posedlost (povídka)
- 2013 Lenona Štiblaríková – Bratislavská bludička (novela)
- 2014 Kristýna Sněgoňová – Lék (novela)
- 2015 Barbora Čečáková – Motýloletec a půlnočnice (novela)
- 2016 Veronika Barborková – Zahrada (povídka)
- 2017 Jana Pažoutová – Dům s Erínyemi (novela)
- 2018 Jana Vaňková – Zpěv umlčených ptáků (povídka)
- 2019 Věra Mertlíková – Plocha (povídka)
- 2020 Radmila Tomšů – Apokalypsa v A dur (mikropovídka)

### 2021
- 2021 Jana Plauchová – Marťanská odysea (povídka)
- 2022 Vlastimil Boháč – Za spirálovým lesem (povídka)
- 2023 Zuzana Johanovská – Šrot jsi a v šrot se obrátíš (povídka)
- 2024 Vlastimil Boháč – Časový odpad (povídka)

Seznam je zveřejněn na webových stránkách fandomu.

### Mlok za zásluhy
Od roku 1983 byla také udělována Cena Karla Čapka za zásluhy o žánr a hnutí příznivců sci-fi. Na Parconu 83 ji získal redaktor Mladé Fronty Vojtěch Kantor, rok poté malíř Teodor Rotrekl. Ceně se začalo o rok později říkat „Mlok za zásluhy“.